# Brent McMahon
Brent McMahon (Kelowna, 17 september 1980), bijgenaamd Brenbo, McManis, B., Shithead, is een Canadese triatleet en duatleet. Hij werd tweemaal Canadees jeugdkampioen op beide disciplines.

## Biografie
McMahon doet triatlons sinds 1990. Zijn eerste succes behaalde hij in 1999 met het winnen van de Canadese jeugdkampioenschappen op de triatlon en de duatlon. Het jaar erop prolongeerde hij deze titels en won hij een zilveren medaille op het WK duatlon voor junioren.
Hij deed mee aan de Olympische Spelen van 2004 in Athene. Hij had te kampen met blessures en finishte als 39e in een tijd van 1:59.44,57. Op de Pan-Amerikaanse Spelen 2007 werd hij tweede achter de Amerikaanse kampioen triatlon Andy Potts. Twee jaar later won hij de Ironman 70.3 in New Orleans. Met een tijd van 3:52.08 bleef hij de voormalig wereldkampioen Ironman Chris McCormack ruim twee minuten voor.
McMahon zat op de Handsworth Secondary School in North Vancouver (Brits-Columbia).

## Titels
- Canadees jeugdkampioen triatlon: 1999, 2000
- Canadees jeugdkampioen duatlon: 1999, 2000

## Prestaties

### duatlon
- 2000:  WK junioren

### triatlon
- 1998: 41e WK junioren in Lausanne - 2:07.55
- 1999: 32e WK junioren in Montreal - 1:54.53
- 2000: 12e WK junioren
- 2003: 8e Pan-Amerikaanse Spelen in Santo Domingo - 1:54.46
- 2003: 21e WK olympische afstand in Queenstown
- 2003: 7e ITU wereldbekerwedstrijd in Cancún
- 2003: 8e ITU wereldbekerwedstrijd in Ishigaki
- 2004: 27e WK olympische afstand in Madeira
- 2004: 39e Olympische Spelen van Athene - 1:59.44,57
- 2005: 19e WK olympische afstand in Gamagōri - 1:51.22
- 2006: 12e Gemenebestspelen in Melbourne
- 2007:  Pan-Amerikaanse Spelen in Rio de Janeiro - 1:52.38,19
- 2009:  Ironman 70.3 New Orleans
- 2011:  Pan-Amerikaanse Spelen in Guadalajara - 01:48.22